# Herrenstraße (Linz)

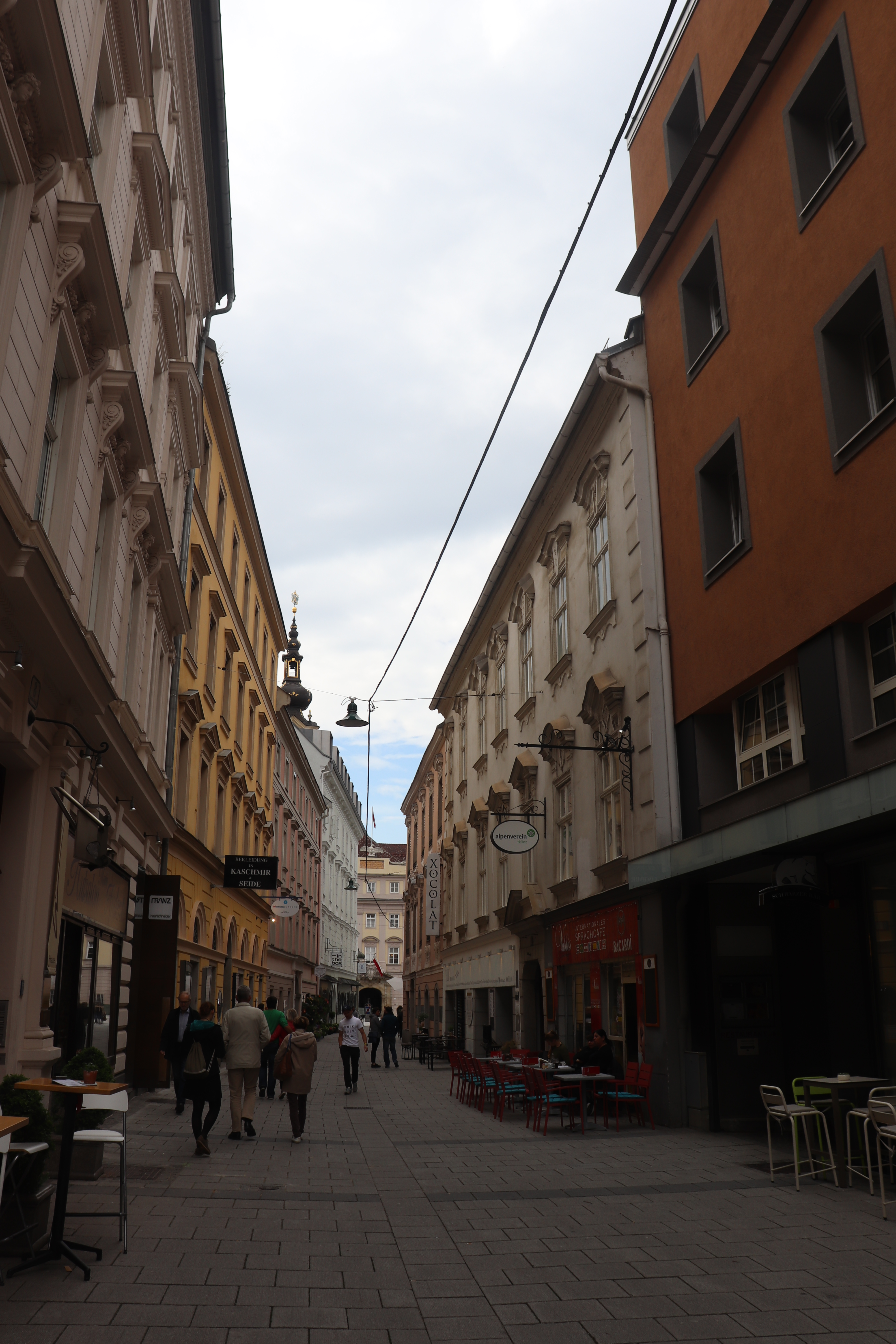
Die Herrenstraße bei Nr. 11 (rechts), Blickrichtung Promenade

Die Herrenstraße ist eine Straße in der oberösterreichischen Landeshauptstadt Linz. Sie befindet sich im Stadtteil Innenstadt und wurde nach den ehemaligen landtäflichen Besitzen in dieser Straße benannt.

## Geschichte
Um 1595 hieß die Straße Saugasse, später auch Rosengasse, 1644 Welser Gasse als Handelsstraße in Richtung Wels verlaufend. 1710 hieß sie dann Herrengasse, 1781 Innere und Äußere Herrengasse, wobei die Bischofstraße die Grenze der beiden war.

## Lage und Charakteristik
Die rund 600 Meter lange Straße südöstlicher und dann in südlicher Richtung von der Promenade zum Auerspergplatz. Dort verzweigt sich die Straße in die Volksgartenstraße in südöstlicher und in die Stockhofstraße in südwestlicher Richtung. Im Bereich zwischen Promenade und Domplatz ist es eine schmale historische Gasse, zum Teil Fußgänger- bzw. Begegnungszone (Einbahnstraße), danach ist sie wesentlich breiter. Die Straße wird zwischen der Rudigierstraße und dem Auerspergplatz von den Obuslinien 45 und 46 und den Schnellbuslinien 70, 71 und 73 befahren. Bis zur Stilllegung im Jahr 1968 fuhr in diesem Abschnitt die Straßenbahnlinie M.

## Gebäude

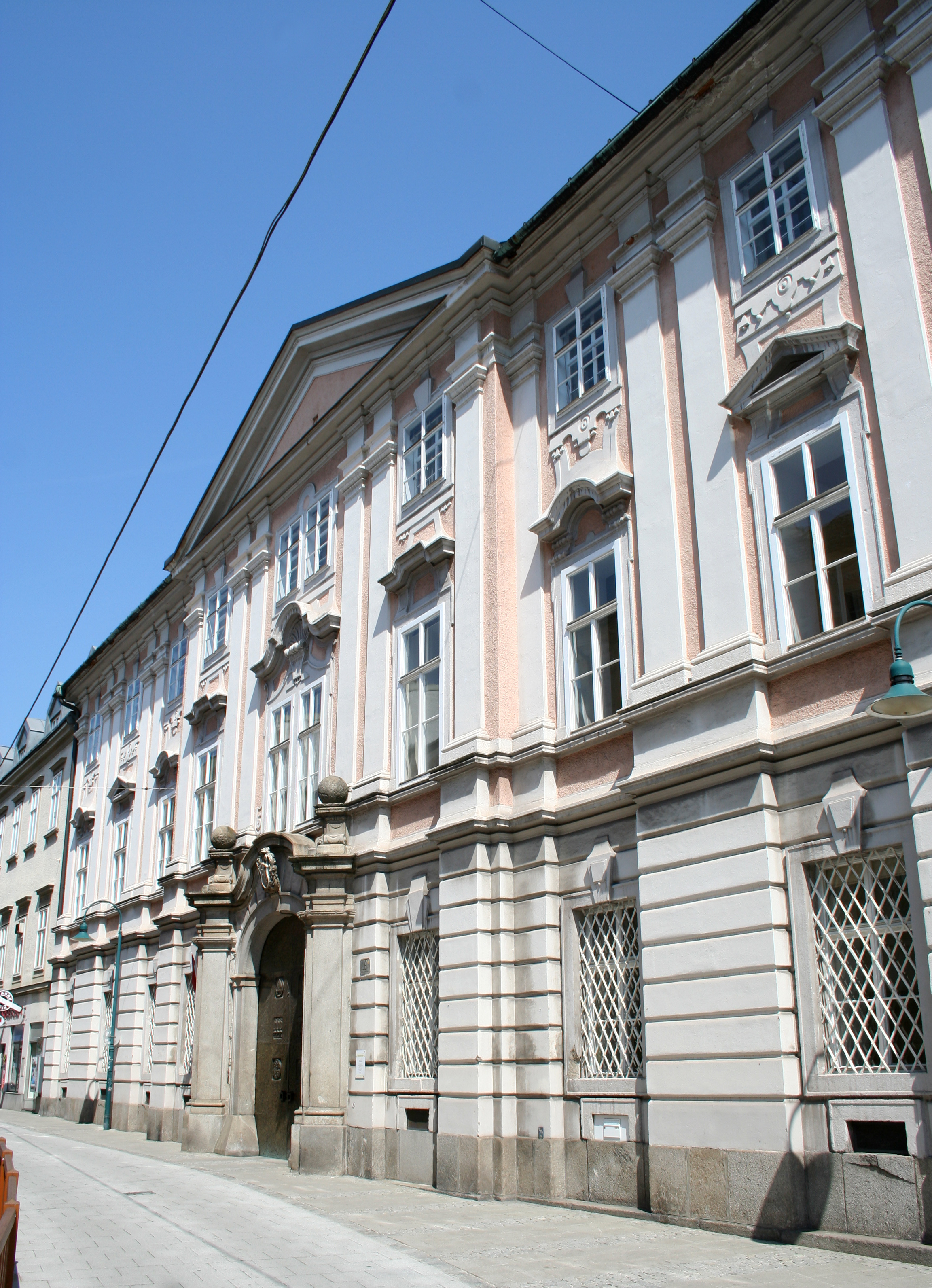
Bischofshof

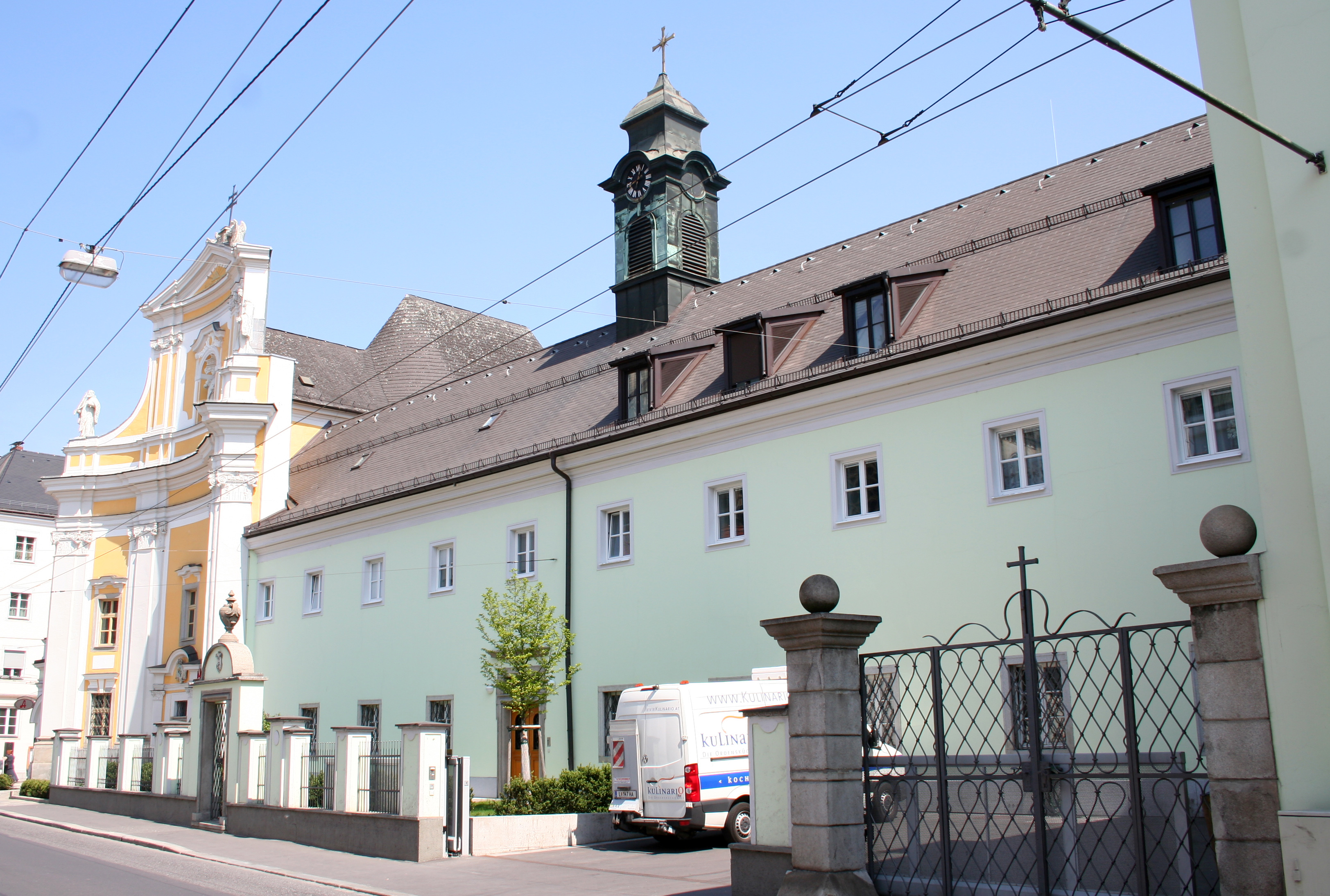
Kirche und Kloster der Barmherzigen Brüder

### Nr. 5 Freihaus desKlosters Gleink
Das barocke Haus wurde 1595 von Johann Michael Prunner erbaut.

### Nr. 7MondseerStiftshaus
Im 18. Jahrhundert wurde das Haus von nach einem Entwurf von Markus Anton Spaz von Baumeister Antonio Salla umgebaut und besitzt heute eine barocke Fassade.

### Nr. 11 Hotel und Gasthaus Schwarzer Bär
In diesem Haus wurde der Tenor Richard Tauber am 16. Mai 1891 geboren.

### Nr. 12 Wohnhaus, ehemalige Realschule
In diesem Haus befand sich bis 1909 die k.k. Staats-Realschule, in der Ludwig Wittgenstein und Adolf Hitler Schüler waren.

### Nr. 19 Bischofshof
Der Bischofshof wurde 1700 als Palais Franz Michael Greiner erbaut und kam 1719 in den Besitz von Stift Kremsmünster. Es wurde von Jakob Prandtauer in seiner heutigen Erscheinung umgebaut, ist seit Gründung der Diözese Linz im Jahr 1785 Bischofshof und ist heute im Besitz des Bistums Linz.

### Nr. 26 Dompfarrhof
1714 wurde das Haus als Palais Zeppenfeld von Johann Michael Prunner erbaut, war später im Besitz der Grafen Starhemberg, des Stift Garsten, dann des Dombauvereins, heute der Dompfarrpfründe. Seit Errichtung des Mariä-Empfängnis-Doms dient es bis heute als Dompfarrhof.